# Библиография Петра Лазарева

## 1900-е

### 1907
- Лазарев П. П. Выцветание пигментов в видимом спектре (недоступная ссылка). — Спб., 1907. — 12 с. Журнал Русского физико-химического общества. Физический отдел. Вып.8.

### 1908
- Лазарев П. П. Термодинамика химических равновесий по работам В. Нернста (недоступная ссылка). — СПб., 1908. — 10 с. Журнал Русского физико-химического общества. Физический отдел. Вып.3.
- Лазарев П. П. The Bleach-out Action of Light on Dyes (недоступная ссылка). The British Journal of Photography, v. 40 № 2504, 1908. — 4c.

## 1910-е

### 1910
- Лазарев П. П. О влиянии разности фаз на слуховыя ощущения (недоступная ссылка). — СПб., 1910. — 2с. Журнал Русского физико-химического общества. Физический отдел. Вып.3.
- Лазарев П. П. Ионная теория возбуждения (недоступная ссылка). — СПб., 1910. — 11с. Журнал Русского физико-химического общества. Физический отдел. Вып.7.
- Лазарев П. П. О скачке температуры при теплопроводности на границе твердого тела и газа (недоступная ссылка). — М., 1910. — 44с.

### 1911
- Лазарев П. П. О скачке температуры при теплопроводности на границе твердого тела и газа (недоступная ссылка). — СПб., 1911. — 32 с. Журнал Русского физико-химического общества. Физический отдел. Вып.3.
- Лазарев П. П. О распространении возбуждения с точки зрения ионной теории (недоступная ссылка). — Спб., 1911. — 3с. Журнал Русского физико-химического общества. Физический отдел. Вып.4.
- Лазарев П. П. О точности фотометрических измерений при различной величине сравниваемых поверхностей (недоступная ссылка). — Спб., 1911. — 6c. Журнал Русского физико-химического общества. Физический отдел. Вып.4.
- Лазарев П. П. Очерк развития представлений об основных законах химического действия света (недоступная ссылка). — СПб., 1911. — 17c. Журнал Русского физико-химического общества. Физический отдел. Вып.9.
- Лазарев П. П. Выцветание красок и пигментов в видимом спектре (недоступная ссылка). — М., 1911. — 85с.

### 1912
- Лазарев П. П. Физико-химическая теория нервных процессов (недоступная ссылка). — М., 1912. — 13с. Биологический журнал//Biologischen Zeitschrift. Т.II. кн. 3-4. 1912., 165—177с.
- Лазарев П. П. О выцветании чистых красок в видимом спектре (недоступная ссылка). — СПб., 1912. — 23с. Журнал Русского физико-химического общества. Физический отдел. Вып.1.
- Лазарев П. П. Тепловая теорема Нернста и её отношение к кинетической теории материи (недоступная ссылка). — СПб., 1912. — 17c. Журнал Русского физико-химического общества. Физический отдел. Вып.1.
- Лазарев П. П. П. Н. Лебедев и русская физика (недоступная ссылка). — М., 1912. — 14с., ил. Журнал «Временник». Вып.2.
- Лазарев П. П. П. Н. Лебедев (недоступная ссылка). — 1912. — 16с. Журнал «Русская мысль».

### 1913
- Лазарев П. П. Об одном обобщении психо-физического закона Фехнера для зрения (недоступная ссылка). — СПб., 1913. — 7с. Журнал Русского физико-химического общества. Физический отдел. Вып.1.
- Лазарев П. П. Лебедевская лаборатория при городском университете им. А. Л. Шанявского в Москве (недоступная ссылка). — М., 1913. — 5с. Журнал «Временник». Вып.1.
- Лазарев П. П. П. Н. Лебедев (недоступная ссылка). — М., 1913. — 21с. Журнал «Временник».
- Лазарев П. П. Фотохимическая теория периферического зрения (недоступная ссылка). — СПБ., 1913. — 14с. Журнал Русского физико-химического общества. Физический отдел. Вып.6.

### 1914
- Лазарев П. П. Современные успехи и ближайшие задачи фотохимии (недоступная ссылка). — М., 1914. Журнал «Временник». Вып.1. 1914.
- Лазарев П. П. Фотохимическая теория явлений приспособления глаза (адаптации) при периферическом зрении (недоступная ссылка). — Петроград, 1914. — 10с. Журнал Русского физико-химического общества. Физический отдел. Т. 44. Вып.?
- Лазарев П. П. Математическая теория зрения (недоступная ссылка). — М., 1914. — 19с.
- Лазарев П. П. О фотохимической теории явлений мелькания (Flimmern) и влиянии на них адаптации глаза. О Тальбовском законе (недоступная ссылка). — М., 1914. — 16с. Прилож. к «Временнику», вып.5.
- Лазарев П. П. Физико-химическая теория явлений возбуждения (недоступная ссылка). — Петроград, 1914. — 25с. Журнал Русского физико-химического общества. Физический отдел. Т.44. Вып.8.

### 1915
- Лазарев П. П. О фотохимической теории зрения при периодическом освещении сетчатки (недоступная ссылка). — Петроград, 1915. — 16с. Журнал Русского физико-химического общества. Физический отдел. Т.47. Вып.1.
- Лазарев П. П. О законе Тальбота для периферического зрения (недоступная ссылка). — Петроград, 1915. — 7с. Журнал Русского физико-химического общества. Физический отдел. Т.47. Вып.2.
- Лазарев П. П. О новом приборе для смешения цветов (недоступная ссылка). — 1915. — 4c.
- Лазарев П. П. Законы физики и законы биологии (недоступная ссылка). — M., 1915. — 14c. Журнал «Природа».
- Лазарев П. П. О законах фотохимических реакций при прерывистом освещении (недоступная ссылка). — M., 1915. — 7c. Журнал русского химического общества. Т.47.
- Лазарев П. П. О влиянии взаимного положения точечных источников света на их кажущуюся яркость (недоступная ссылка). — Петроград, 1915. — 10с. Журнал Русского физико-химического общества. Физический отдел. Т.47. Вып.6.

### 1918
- Лазарев П. П. Приложение закона Вебера-Фехнера к фотометрии (недоступная ссылка). — M., 1918. — 10c. Архив физических наук. Т.1, Вып.1, п.2, стр.58—67.
- Лазарев П. П. О влиянии средств, расширяющих сосуды, на чувствительность глаза при периферическом зрении (недоступная ссылка). — M., 1918. — 2c. Архив физических наук. Т.1, Вып.1, п.2, стр.121—122.
- Лазарев П. П. Теория световых ощущений при кратковременных освещениях сетчатки при центральном зрении (недоступная ссылка). — M., 1918. — 4c. Архив физических наук. Т.1, Вып.1, п.2, стр.123—126.
- Лазарев П. П. Ионная теория мышечного сокращения (недоступная ссылка). — M., 1918. — 9c. Архив физических наук. Т.1, Вып.1, п.2., стр.127—134.
- Лазарев П. П. «Современныя задачи молекулярной физики». УФН (1) 25—38 (1918).

 — Выступление П. П. Лазарева на публичном заседании Совета Московского Научного Института 4 февраля 1918 года.
- Лазарев П. П. «Физическій Институтъ Научнаго Института». УФН (1) 54—66 (1918).

 — Исторический очерк о создании первого научно-исследовательского института физики в Москве, директором которого П. П. Лазарев стал в 1916 году, с рисунками и фотографиями, в том числе с карандашными эскизами П. П. Лазарева.
- Лазарев П. П. «С. F. Braun». УФН (2) 133—135 (1918).

 — Некролог скончавшемуся в Нью-Йорке немецкому физику С. F. Braun.
- Лазарев П. П. «А. Р. Колли». УФН (2) 135—136 (1918).

 — Некролог убитому в Ростове на-Дону во время гражданской войны профессору А. Р. Колли.
- Лазарев П. П. «Научныя новости». УФН (2) 137—136 (1918).

 — Статья содержит два кратких сообщения о работах П. П. Лазарева: «Объ изданіи таблицъ по физике» и «Простые пріемы полученія пустоты».

### 1919
- Основы учения о химическом действии света. 3 выпуска. — Петроград: Научно-техн. издательство, 1919—1920.

## 1920-е

### 1920
- Лазарев П. П. «Курская магнитная аномалия по РАБОТАМ Комиссии ПРИ АКАДЕМИИ НАУК. (с 1 июля 1919 г. по 1 июля 1920 г.)». УФН (1) 61—92 (1920).

 — Статья с подробным изложением результатов исследований курской магнитной аномалии (КМА). Содержит историю исследования КМА и карты съёмки изоаномал (линий с равным значением аномального магнитного поля), выполненных в 1919 и 1920 годах.

### 1921
- Лазарев П. П. «Основной психофизический закон и его современная формулировка». УФН (2) 222—232 (1921).

 — Доклад на годичном заседании Института Биологической Физики 17-го декабря 1920 г.

### 1922
- Лазарев П. П. «О курской магнитной аномалии по исследованиям 1921 года». УФН (1) 104—107.(1922)

 — Статья по результатам работ магнитно-гравитационного отдела, выполненных под руководством академика П. П. Лазарева.

### 1923
- Ионная теория возбуждения. — Гос. изд., 1923.

### 1924
- Лазарев П. П. «Жак Лёб». УФН (4) 325—328 (1924).

### 1925
- Лазарев П. П. Исторический очерк развития точных наук в России в продолжение 200 лет // Успехи физических наук. — 1999. — Т. 169, № 12. — С. 1351—1361.

 — Речь, произнесённая основателем и первым главным редактором журнала Успехи физических наук Петром Петровичем Лазаревым на Торжественном заседании Академии Наук, посвященном празднованию 200-летнего юбилея Российской Академии Наук в Москве 13 сентября 1925 г. Впервые была опубликована в Ленинграде отдельной брошюрой тиражом 500 экземпляров издательством АН СССР в 1926 г. Содержит графические портреты учёных, выполненные самим П. П. Лазаревым.
- Лазарев П. П. Гельмгольц. — Ленинград: Хим.-техн. изд., 1925.

 — Подробная биография Гельмгольца.

### 1927
- Лазарев П. П. А. Г. Столетов, Н. А. Умов, П. Н. Лебедев, Б. Б. Голицын. — Ленинград: Хим.-техн. изд., 1927.

 — Б. Ильин (из рецензии): Жизнь и деятельность Столетова, Умова, Лебедева и Голицына почти примыкают к нашему времени, и поэтому очень интересно познакомиться с тем, как развивалась, работали и какими темами занимались они. Каждый из этих физиков оставил крупный вклад в науку. Но не менее важным является то обстоятельство, отмеченное и акад. Лазаревым, что после них остались ученики, продолжающие научную работу. Подробности их научной работы и развития научных школ русских физиков, я думаю, будут прочтены читателями с интересом и пользой.

## 1930-е

### 1937
- Лазарев П. П. К двадцатипятилетию со дня смерти П. Н. Лебедева // УФН. — 1937. — Т. XVII, № 4. — С. 404—420.

### 1939
- Основы физики земли. — Гос. Научно-техн. изд., 1939.

## 1940-е

### 1940
- Лазарев П. П., Павлов П. П. «Биофизика. Сборник статей по истории биофизики в СССР». Московское общество испытателей природы. К 135-летнему юбилею (1805—1940), юбилейное издание. — М.: Типография Известий. 1940. — 76с.

### 1945
- Современные проблемы биофизики. — Изд. АН СССР, 1945.

### 1947
- Энергия, её источники на Земле и её происхождение. — Госэнергоиздат, 1947.
- Исследования по адаптации. — Изд. АН СССР, 1947.

## 1950-е

### 1950
- Лазарев П. П. Очерки по истории русской науки. — Изд. АН СССР, 1950.

## Неразобранное
- Лазарев П. П. Звучание манометрического пламени (недоступная ссылка). — 6с.
- Лазарев П. П. Учение о дисперсии и абсорпции; изолирование однородной радиации разной длины волны (недоступная ссылка). — 11c. (Мезерницкий П. Г. Применение лучистой энергии в медицине. Т.1)
- Лазарев П. П. Химическое и биологическое действие лучистой энергии (недоступная ссылка). — 18c. (Мезерницкий П. Г. Применение лучистой энергии в медицине. Т.1)
- Лазарев П. П. Основы учения об электричестве и магнетизме (недоступная ссылка). — 70c. (Мезерницкий П. Г. Применение лучистой энергии в медицине. Т.2)
- Лазарев П. П. Лучи катодные, лучи положительного электричества, лучи Рентгена, рентгеновские трубки (недоступная ссылка). −24c. (Мезерницкий П. Г. Применение лучистой энергии в медицине. Т.2)
- Лазарев П. П. О связи оптических свойств вещества и фото-химического эффекта (недоступная ссылка). Новые идеи в физике. — СПб. Вып. № 6: Природа теплоты, 1913 (или Вып. № 5: Природа света, 1912?). стр.45—62. — 18с.
- Лазарев П. П. Оборудование рентгеновского кабинета (недоступная ссылка). — 132c. (Мезерницкий П. Г. Применение лучистой энергии в медицине. Т.2)
- Лазарев П. П. Физические свойства радиоактивных веществ и методы исследования радиоактивности (недоступная ссылка). — 45с. (Мезерницкий П. Г. Применение лучистой энергии в медицине. Т.3)
- Лазарев П. П. Лаборатория (недоступная ссылка). Новый энциклопедический словарь Брокгауза и Ефрона.